# ASTAR
Agrupación Social Trabajadores Armeros, S.A.L., ASTAR, fue una empresa de fabricación de armas cortas ubicada en la localidad vizcaína de Amorebieta Echano en el País Vasco, España. Se fundó en el año 1998 acogiéndose al plan de reestructuración del arma corta que propone el Gobierno Vasco por algunos trabajadores procedentes de la empresa eibarresa STAR, Bonifacio Echeverría S.A. y la Guerniquesa Astra, Unceta y Cia S.A. El nombre proviene de la unión de las primeras letras de "ASTRA" y las últimas de "STAR" (AStra + sTAR). Para su fundación, cada trabajador invirtió un millón de pesetas (6.000 €) y se utilizaron las patentes de Star. La empresa no llegó al año de vida.